# Église San Pietro in Banchi
L'église San Pietro in Banchi (en français, église Saint-Pierre à Banchi) est une église catholique romaine du centre historique de Gênes, situé sur la Piazza Banchi.

## Histoire
L’église San Pietro in Banchi dans sa structure actuelle remonte à la fin du XVIe siècle, quand elle a été construite, à partir d’un projet de 1572, à l’endroit où des siècles auparavant il y avait déjà un édifice religieux, détruit à la fin du XIVe siècle pendant les luttes de factions entre guelfes et  gibelins.
L’église de San Pietro in Banchi est l’un des trois édifices religieux (les autres sont la cathédrale  San Lorenzo et San Bernardo) construits dans la ville par le gouvernement de la république de Gênes.
Le projet de construction de l’église, prévu dans le cadre de l’aménagement de la Piazza Banchi, a commencé en 1572. La construction a été financée, avec la Loggia dei Mercanti voisine, quelques années plus tard, avec la location et la vente de quelques magasins et entrepôts placés sous elle. Cette circonstance a forcé Bernardino Cantone, responsable des interventions de rénovation urbaine, à concevoir un projet dans lequel l’église, située sur une terrasse, soit surélevée au-dessus du niveau de la rue afin de préserver les boutiques.
Le 15 novembre 1942, pendant la Seconde Guerre mondiale, un bombardement aérien provoque de grandes trouées dans la façade et la voûte et détruit les deux petits clochers au-dessus de la façade. La reconstruction a commencé juste après-guerre, en restaurant l’aspect précédent sur la base de photographies et d’estampes représentant le bâtiment. 

## Description
Surélevée au-dessus de la place, l’église, de plan central, avec un dôme et trois clochers (sur les quatre prévus par le projet initial), est construite sur un socle qui abrite commerces et entrepôts. La façade, caractérisée par un portique à trois arcs avec des voûtes croisées décorées de fresques et deux petits clochers sur les côtés, est reliée à la place par un escalier spectaculaire. La décoration de la façade, jamais achevée, a été remplacée par des motifs architecturaux décorés de fresques, réalisés vers le milieu du XVIIe siècle par Giovanni Battista Baiardo. Les élévations restantes sont au contraire totalement dépourvues de décorations et conservent le plâtre rustique, coloré avec des couleurs neutres. L’église est surmontée d’un grand dôme octogonal. L'intérieur est en marbre blanc richement décoré. 

## Galerie

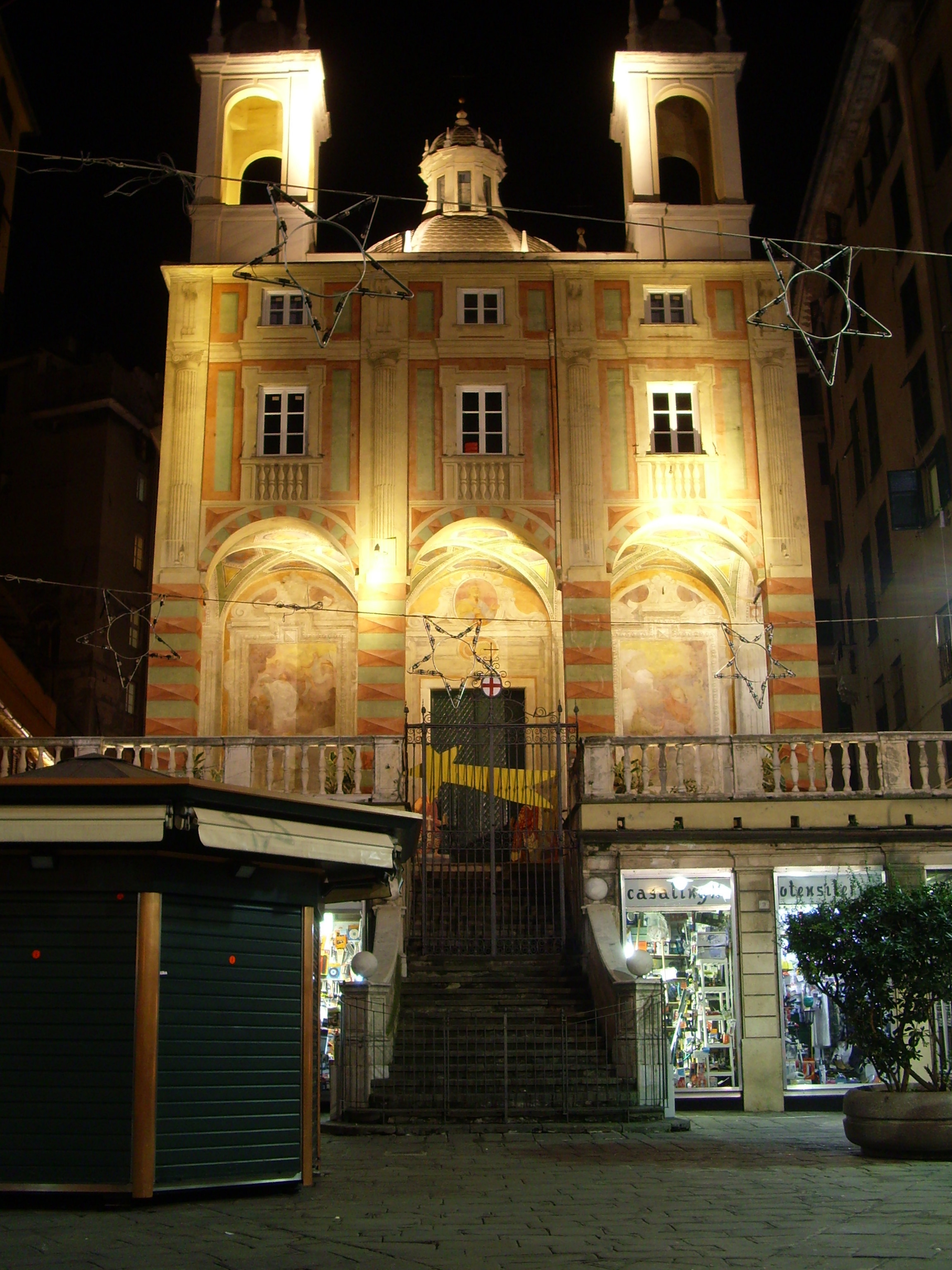
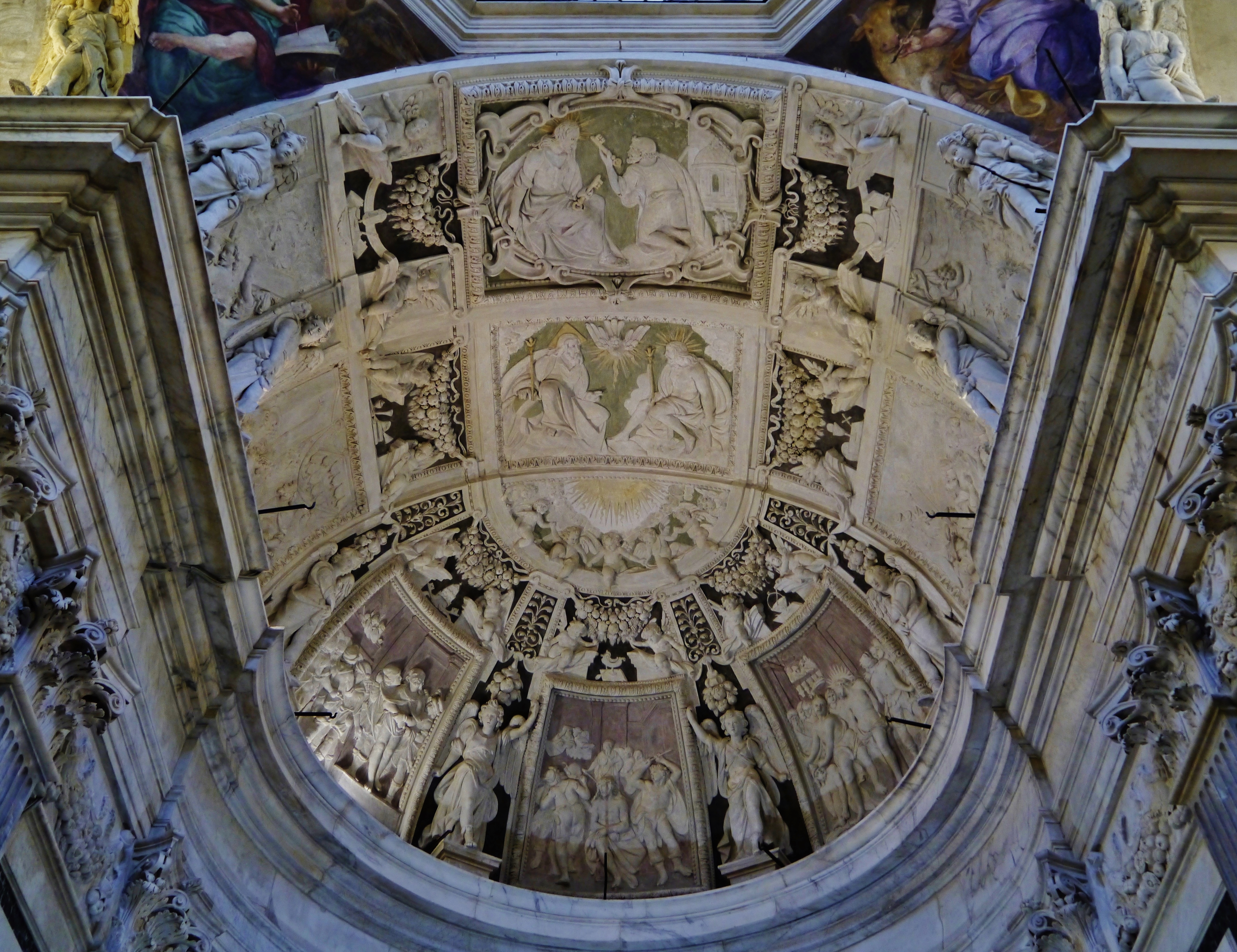
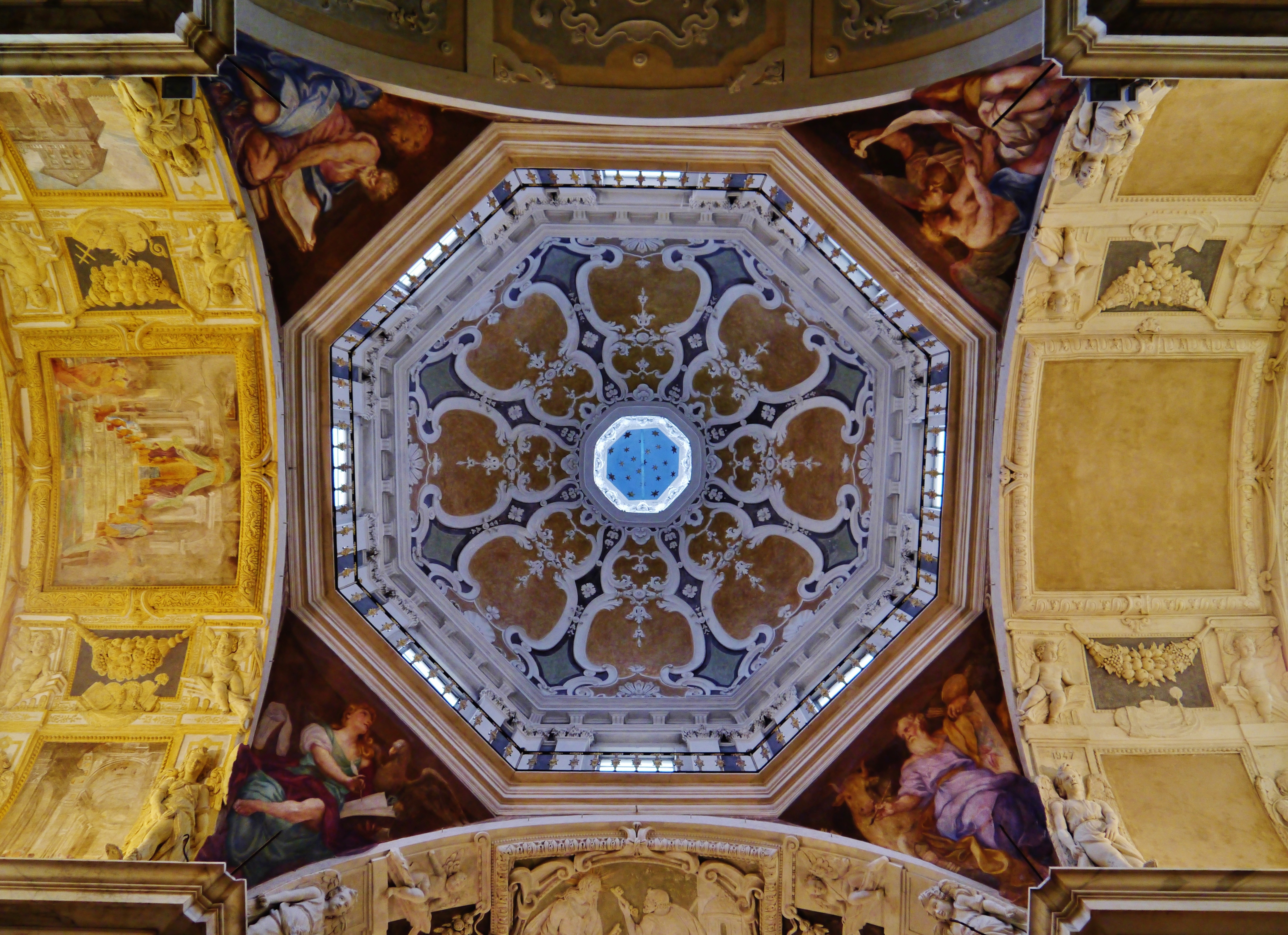
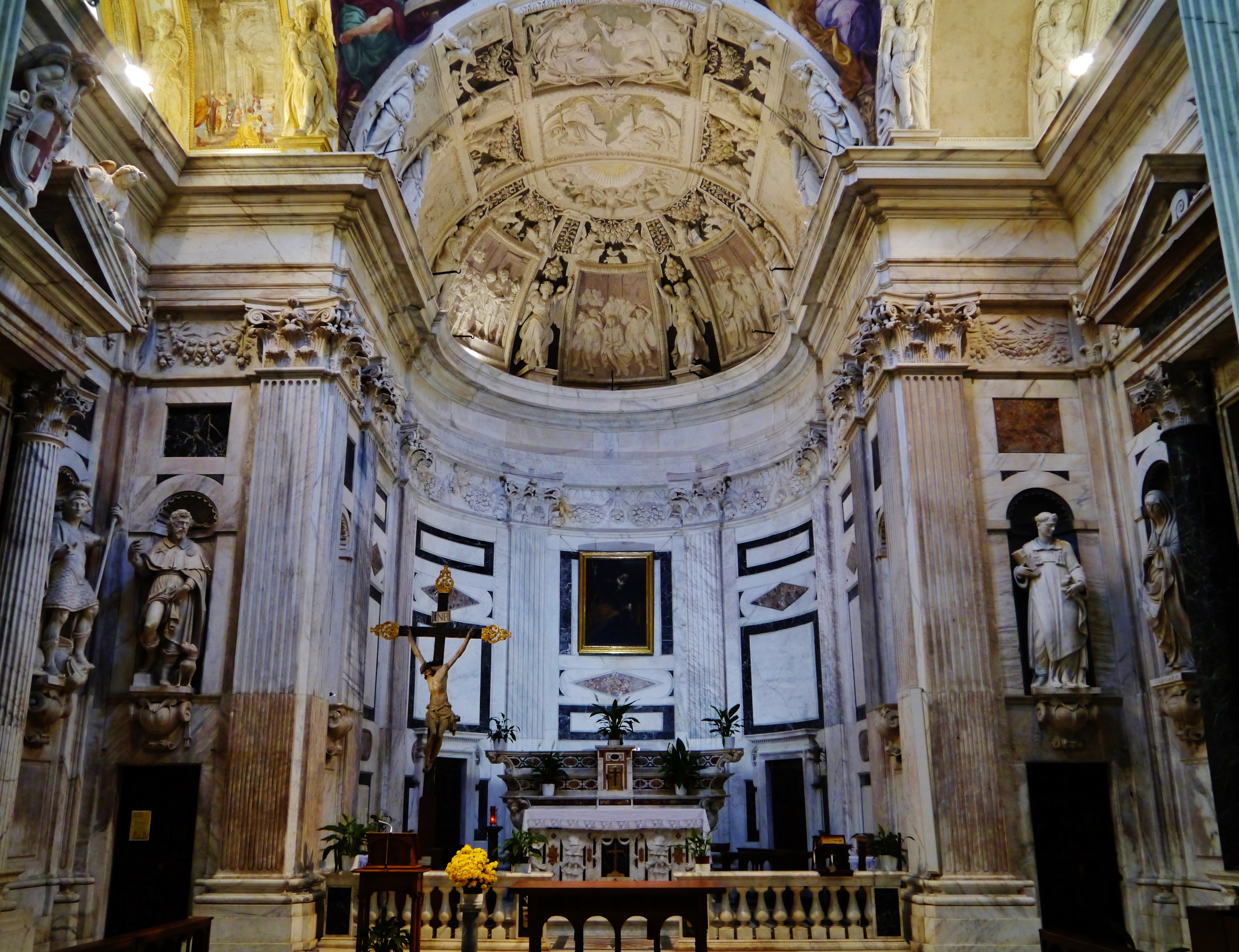
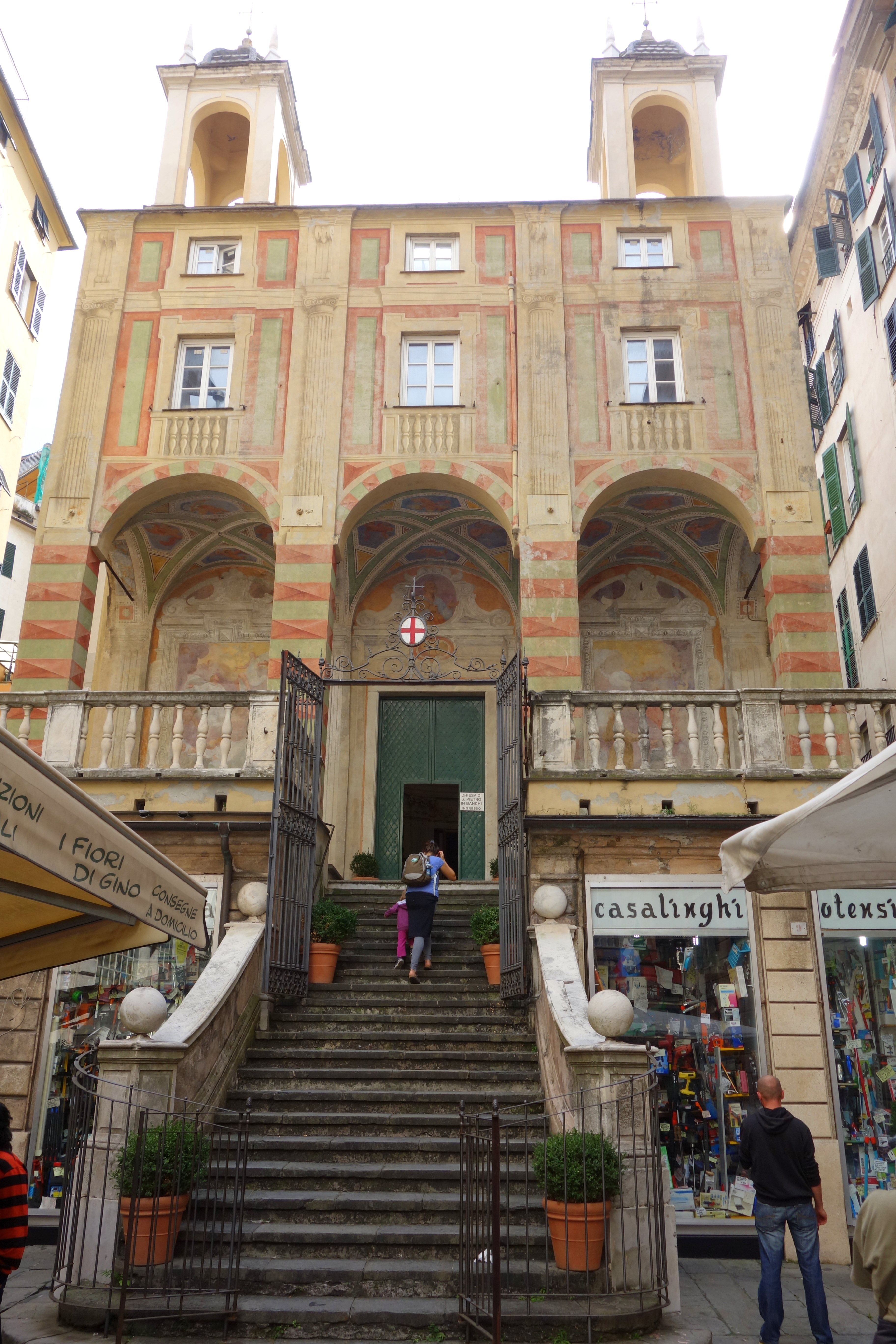